# Confederazione di Bar

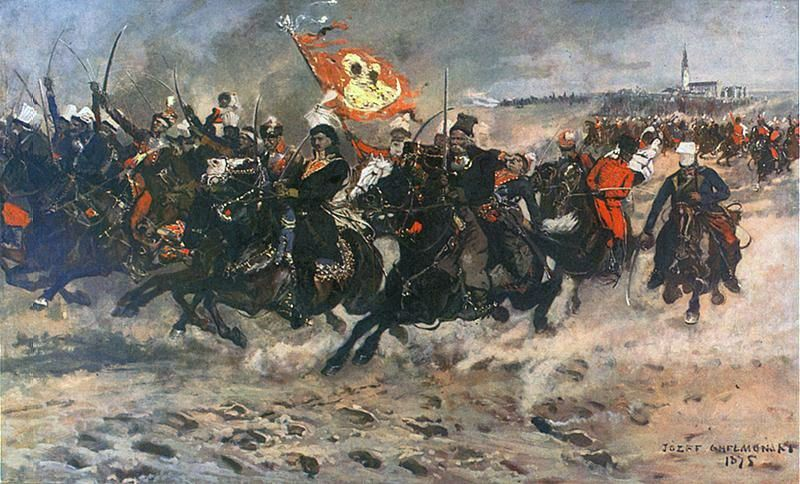
Kazimierz Pułaski a Częstochowa. Dipinto di Józef Chełmoński, 1875. Olio su canapa. Museo Nazionale di Varsavia

La Confederazione di Bar (in polacco Konfederacja barska; 1768-1772) fu un'associazione di nobili polacchi (Konfederacja) formata alla fortezza di Bar, in Podolia, nel 1768 per difendere l'indipendenza interna ed esterna della Confederazione Polacco-Lituana contro l'aggressione dell'Impero russo e contro il Re Stanisław August Poniatowski e i riformatori polacchi che stavano cercando di limitare il potere dei magnati della Confederazione (la szlachta ricca). Tra i fondatori della Confederazione di Bar ci furono i magnati Adam Krasiński, vescovo di Kam"janec', Kazimierz Pułaski e Michał Krasiński. Nonostante diverse vittorie contro i russi, la Confederazione riuscì solamente a far precipitare la situazione verso la prima spartizione della Confederazione Polacco-Lituana. Alcuni storici considerano la Confederazione di Bar come la prima rivolta nazionale polacca.

## Storia

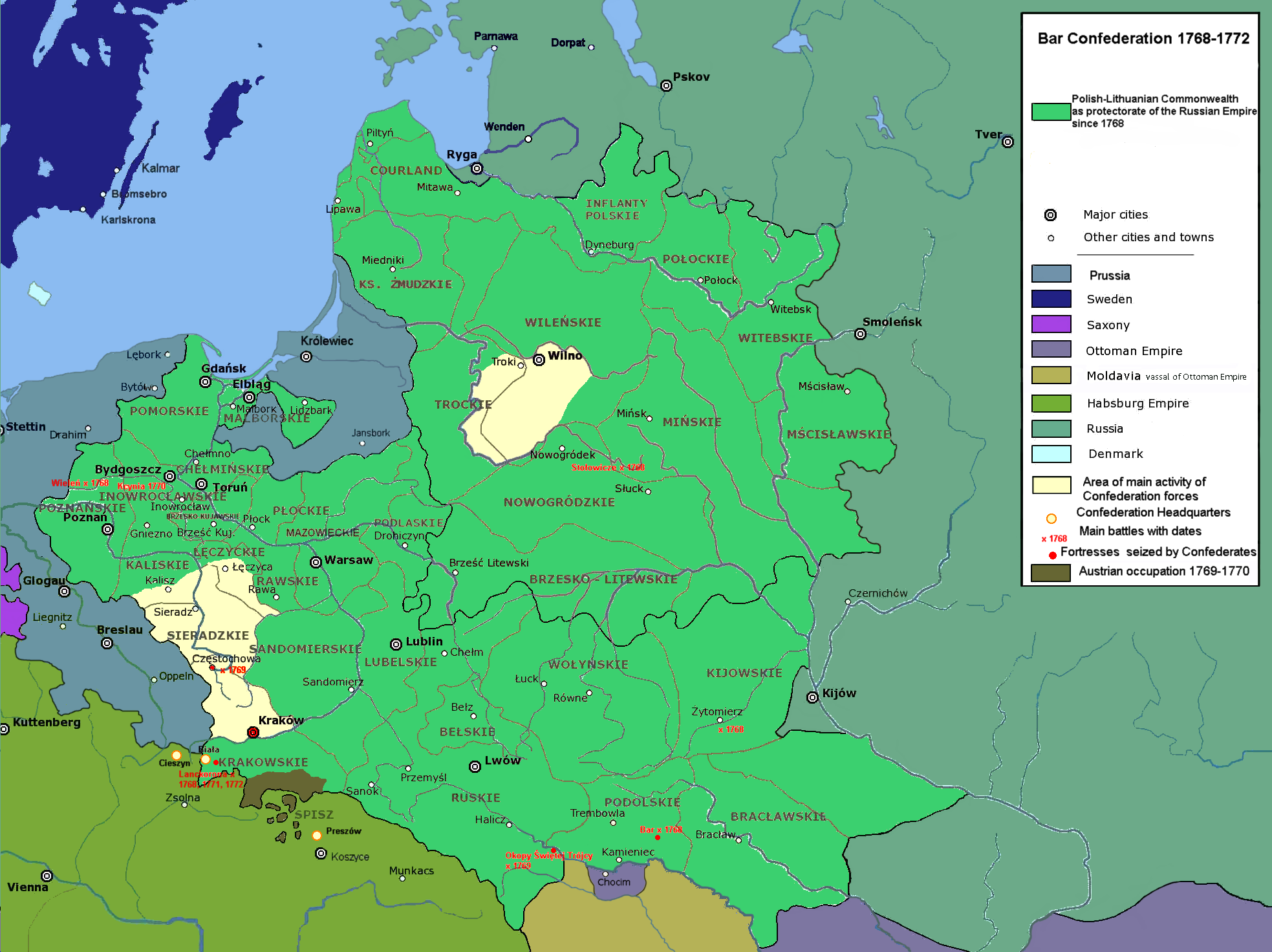
Aree di attività della Confederazione (in bianco)

Nel 1767-1768 le forze russe obbligarono il Parlamento polacco, il Sejm, ad approvare le risoluzioni che essi chiedevano. In risposta a ciò, e particolarmente all'arresto e all'esilio di molti dissidenti, il vescovo di Kiev, Józef Andrzej Załuski, quello di Cracovia Kajetan Sołtyk, e l'atamano Wacław Rzewuski con il figlio Seweryn, i magnati polacchi Adam Krasiński, vescovo di Kam"janec', Kazimierz Pułaski e Michał Krasiński e i loro alleati decisero di formare una confederazione in opposizione al governo.
Re Stanisław August Poniatowski fu in un primo momento incline alla mediazione tra i confederati e la Russia, rappresentata dall'inviato russo a Varsavia, il Principe Nikolai Repnin; essendo però la mediazione impossibile, inviò le forze armate guidate dall'atamano Franciszek Ksawery Branicki e da due generali contro di essi, e questo esercito riuscì a conquistare Bar. Tuttavia, il sollevamento simultaneo di Koliïvščyna in Ucraina stimolò l'estensione della Confederazione di Bar nelle province orientali della Polonia e addirittura in Lituania. I confederati chiesero l'aiuto straniero e contribuirono a portare avanti la guerra tra la Russia e l'Impero ottomano (guerra russo-turca). La situazione divenne così grave che il Re Federico II di Prussia consigliò alla zarina Caterina II di Russia di giungere a un patto con i confederati.

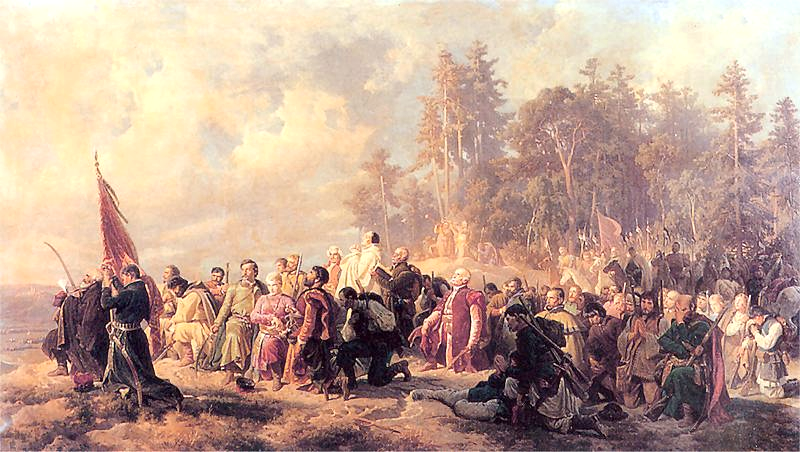
"Preghiera dei confederati prima della Battaglia di Lanckorona, 1771." Dipinto di Artur Grottger.

Le forze confederate di Ignacy Malczewski, Michał Jan Pac e del Principe Karol Radziwiłł percorsero le terre in ogni direzione, vinsero diverse battaglie con i russi e infine, ignorando il Re, inviarono ambasciatori alle principali potenze europee. Ci furono però anche sconfitte per i confederati come quella a Białystok il 16 luglio 1769 e a Orzechowo il 13 settembre 1769. All'inizio del 1770 furono sconfitti anche a Dobra (20 gennaio) e Błonie (12 febbraio) e dovettero passare a una strategia più difensiva e passiva.
Nel 1770 il Consiglio della Confederazione di Bar si trasferì dalla sua sede originaria in Slesia in Ungheria, mentre conduceva negoziati diplomatici con Francia, Austria e Impero ottomano, per formare una lega contro la Russia. Il Consiglio proclamò la detronizzazione del Re il 22 ottobre 1770. La Corte di Versailles inviò Charles François Dumouriez per agire in aiuto ai confederati, ed egli li aiutò nella organizzazione delle forze. Nel frattempo, Re Stanisław August fu sul punto di aderire alla Confederazione, ma fu rapito in circostanze non chiare per alcuni giorni, presumibilmente dai confederati, a Varsavia nel novembre del 1771. In conseguenza di ciò gli Asburgo ritirarono il loro supporto ai confederati espellendoli dai loro territori. Il rapimento del re diede anche un altro pretesto alle tre corti (Austria, Prussia e Russia) per invadere i confini polacchi al fine di salvare la nazione e i polacchi dall'anarchia - comunque già nel 1769-1770 Austria e Prussia avevano acquisito alcuni territori approfittando della confusione in Polonia.
Il re si spostò poi dalla parte dei russi e per questo atto la confederazione perse gran parte del sostegno di cui godeva in Europa. Ciononostante il suo esercito, riorganizzato da Dumouriez, continuò a combattere per diversi mesi; le ultime tracce della milizia non scomparvero fino al 1772.
Nel 1771 avvennero altre sconfitte per le forze dei confederati di Bar, come quelle presso Lanckorona il 21 maggio e presso Stałowicze il 23 ottobre. La battaglia finale fu l'assedio di Jasna Góra, che cadde il 13 agosto 1772. I reggimenti della Confederazione di Bar il cui comando era stato costretto a lasciare l'Austria (che in precedenza li aveva invece protetti) dopo che questa si era aggiunta all'alleanza russo-prussiana non si arresero: molte delle loro fortezze resistettero più a lungo possibile; il Castello del Wawel a Cracovia cadde solo il 28 aprile; la fortezza di Tyniec resistette fino al 13 luglio 1772; Częstochowa, governata da Casimir Pulaski, resistette fino al 18 agosto. Comunque già il 5 agosto, le tre potenze straniere avevano firmato un trattato sul riconoscimento delle rispettive conquiste territoriali a spese della Confederazione polacco-lituana.
In tutto circa 100 000 nobili ingaggiarono 500 scontri armati tra il 1768 e il 1772. Forse l'ultima posizione dei confederati fu il monastero di Zagórz, che cadde solo il 28 novembre 1772. Alla fine la Confederazione di Bar fu sconfitta  e i suoi membri fuggirono all'estero o, catturati dai russi, insieme alle loro famiglie, formarono il principale gruppo di Sybirjak, esiliati polacchi in Siberia.

## Conseguenze
Alcuni storici considerano la Confederazione di Bar come la prima rivolta nazionale polacca. Fino ai tempi della Confederazione di Bar, i confederati, operanti specialmente con l'aiuto di forze esterne, erano visti come antagonisti che lottavano contro la libertà dorata, il peculiare sistema politico aristocratico in vigore in Polonia in cui tutta la nobiltà godeva degli stessi diritti e degli stessi privilegi. Nel 1770 invece, nei periodi in cui l'Esercito Russo marciava attraverso la Confederazione Polacco-Lituana, teoricamente indipendente, e le potenze straniere obbligarono il Sejm ad acconsentire alla prima spartizione della Polonia, i confederati iniziarono a crearsi un'immagine di soldati esiliati polacchi, gli ultimi di quelli che rimanevano autentici nella Madrepatria, immagine che avrebbe portato nei due secoli seguenti alla creazione delle Legioni Polacche e ad altre forze in esilio. La Confederazione ha generato idee contraddittorie tra gli storici, tra i quali alcuni l'hanno biasimata per aver causato la prima spartizione, mentre altri hanno notato che è stato il primo sforzo nazionale serio per ristabilire l'indipendenza polacca.